# Lucien-Emile-Eugène Monniot
Lucien-Emile-Eugène Monniot, francoski general, * 1882, † 1953.